# Premio Nacional del Deporte de Chile

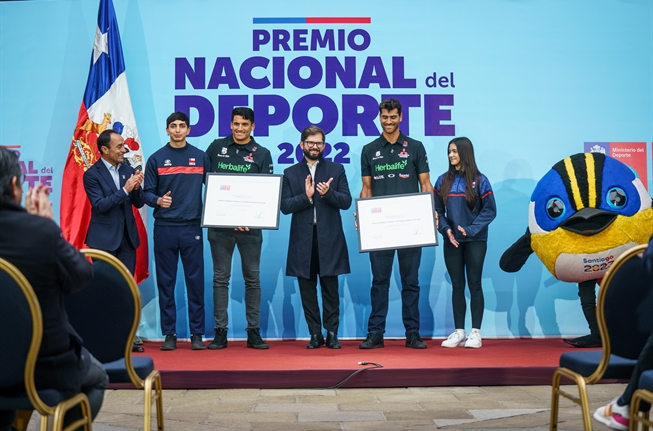
Entrega del Premio Nacional del Deporte 2022

El Premio Nacional del Deporte de Chile, es un premio otorgado anualmente por el Estado de Chile a un deportista o equipo de deportistas que se hayan destacado por su alto rendimiento y trayectoria deportiva. 
Fue establecido por el artículo 79° de la ley N° 19.712, y solo se otorga a un galardonado, a excepción de 2002 cuando recayó en los remeros Miguel Cerda y Christian Yantani, y en la Selección Sub-23 de fútbol masculino que logró la medalla de bronce en los Juegos Olímpicos de Sídney 2000.
Los galardonados son elegidos por una comisión ad hoc compuesta por el ministro del Deporte, un diputado, un senador, el director nacional del Instituto Nacional de Deportes de Chile, y el presidente del Círculo de Periodistas Deportivos de Chile.

## Galardonados
| Año  | Deportista(s)                                   | Disciplina                            | Fotografía |
| ---- | ----------------------------------------------- | ------------------------------------- | ---------- |
| 2002 | Miguel Cerda y Christian Yantani                | Remo                                  |            |
| 2002 | Selección Sub-23                                | Fútbol                                |            |
| 2003 | Fernando González, Nicolás Massú y Marcelo Ríos | Tenis                                 |            |
| 2004 | Carlo de Gavardo                                | Motociclismo                          |            |
| 2005 | Alberto González                                | Velerismo                             |            |
| 2006 | Selección femenina                              | Hockey patín                          |            |
| 2007 | Francisco López                                 | Motociclismo                          |            |
| 2008 | Natalia Duco                                    | Atletismo                             |            |
| 2009 | Kristel Köbrich                                 | Natación                              |            |
| 2010 | Bárbara Riveros                                 | Atletismo                             |            |
| 2011 | Tomás González                                  | Gimnasia                              |            |
| 2012 | Cristian Valenzuela                             | Atletismo paralímpico                 |            |
| 2013 | Felipe Miranda                                  | Esquí acuático                        |            |
| 2014 | María José Moya                                 | Patinaje                              |            |
| 2015 | Juan Carlos Garrido                             | Levantamiento de potencia paralímpico |            |
| 2016 | Pablo Quintanilla                               | Motociclismo                          |            |
| 2017 | María Fernanda Valdés                           | Levantamiento de pesas                |            |
| 2018 | Alberto Abarza                                  | Natación paralímpica                  |            |
| 2019 | Francisca Crovetto                              | Tiro                                  |            |
| 2020 | Joaquín Niemann                                 | Golf                                  |            |
| 2021 | María Francisca Mardones                        | Atletismo paralímpico                 |            |
| 2022 | Marco Grimalt y Esteban Grimalt                 | Voleibol de playa                     |            |
| 2023 | Vicente Almonacid                               | Natación paralímpica                  |            |
| 2024 | Yasmani Acosta                                  | Lucha olímpica                        |            |